# Woodstock (álbum)
Woodstock es el octavo álbum de larga duración de la banda de rock estadounidense Portugal. The Man, lanzado el 16 de junio de 2017 a través de Atlantic Records.

## Antecedentes
Después de haber lanzado Evil Friends en 2013, Portugal. The Man comenzó a trabajar en un nuevo proyecto, bajo el título de trabajo Gloomin + Doomin. Este álbum finalmente se archivó, en parte debido a una conversación entre John Gourley y su padre y el descubrimiento de un talón de boleto perdido del festival de Woodstock. El trabajo comenzó en el álbum de Woodstock poco después, con la participación de nueva música y material de la era Gloomin + Doomin.

## Promoción
El 1 de diciembre de 2016, la banda lanzó un video musical único y de acompañamiento para la canción «Noise Pollution». El video musical fue dirigido por Michael Ragen, y filmado en locación en Alaska. La discográfica no lanzó ni promocionó esta canción a la radio.
«Feel It Still» fue lanzado como el sencillo principal del álbum el 3 de marzo de 2017. La canción alcanzó el número 1 en la lista de Billboard Adult Alternative Songs, convirtiéndose en la primera lista-top de la banda del grupo. La canción también alcanzó el número 1 en la lista Alternative Songs y es su primer top ten en cualquiera de las listas.
El 28 de abril de 2017, «Number One» fue lanzado como una instantánea y gratificante canción de Woodstock, junto con un anuncio oficial y pre-pedidos para el álbum.
«Live in the Moment» fue anunciado como el sencillo de seguimiento de «Feel It Still» por el gerente general de Atlantic Records, David Saslow, en una entrevista con Sirius FM. También se lanzó como parte de la banda sonora de FIFA 18, el videojuego de EA Sports.

## Lista de canciones
| Woodstock |                                                                                          |                                                                                           |                                            |          |  |
| N.º       | Título                                                                                   | Escritor(es)                                                                              | Productor(es)                              | Duración |  |
| 1.        | «Number One» (con Richie Havens y Son Little)                                            | Portugal. The Man, Brian Burton, Jason Kreher, Casper, Richie Havens                      | Danger Mouse, Rallier, Mike D, Casey Bates | 5:21     |  |
| 2.        | «Easy Tiger»                                                                             | Portugal. The Man, John Hill, Thomas EP Hull, Ajay Bhattacharyya, Ammar Malik, Mikey Hart | Hill, Stint, Mike D, Hart                  | 3:37     |  |
| 3.        | «Live in the Moment»                                                                     | Portugal. The Man, Hill, Malik                                                            | Hill, Rallier                              | 4:06     |  |
| 4.        | «Feel It Still»                                                                          | Portugal. The Man, Asa Taccone, Hill, Robert Bateman, Frederick Gorman, Brian Holland     | Hill, Taccone                              | 2:42     |  |
| 5.        | «Rich Friends»                                                                           | Portugal. The Man, Hill, Malik, Carla Azar, Eugene Goreshter, Greg Edwards                | Hill, Bates                                | 3:41     |  |
| 6.        | «Keep On»                                                                                | Portugal. The Man, Taccone                                                                | Taccone, Sonny DiPerri                     | 3:23     |  |
| 7.        | «So Young»                                                                               | Portugal. The Man, Burton, Kreher                                                         | Danger Mouse                               | 4:06     |  |
| 8.        | «Mr. Lonely» (con Fat Lip)                                                               | Portugal. The Man, Burton, Derrick Stewart                                                | Danger Mouse, Bates                        | 4:22     |  |
| 9.        | «Tidal Wave»                                                                             | Portugal. The Man, Hill, Bhattacharyya, Nick Koenig, Malik                                | Hill, Stint                                | 3:31     |  |
| 10.       | «Noise Pollution» (versión A, vocal mix 1.3; con Mary Elizabeth Winstead y Zoe Manville) | Portugal. The Man                                                                         | Mike D, John Gourley                       | 3:45     |  |

## Personal

### Portugal. The Man[10]
- John Gourley – guitarra, voces
- Zachary Carothers – bajo, coros
- Kyle O'Quin – guitarra, teclados, coros, sintetizador
- Eric Howk – guitarra
- Jason Sechrist – baterías

### Músicos adicionales
- Richie Havens – músico destacado
- Son Little – músico destacado
- ASAP Rocky – voces adicionales (track 7)
- Fat Lip – músico destacado
- Zoe Manville – músico destacado
- Mary Elizabeth Winstead – músico destacado
- Dave Palmer – teclados (tracks 2, 3, 4, 5 & 9)
- Kane Ritchotte – baterías (track 3)

### Técnico
- John Hill – producción
- Brian Burton – producción
- Mike D – producción
- Ammar Malik – producción
- Asa Taccone – producción
- Ajay Bhattacharyya – producción
- Nick Koenig – producción
- Casey Bates – ingeniería
- Jeff Jackson – ingeniería
- Robin Florent – ingeniería
- Rob Cohen – ingeniería
- Manny Marroquin – mezcla
- Chris Galland – mezcla
- Michelle Mancini – masterización
- Josh Welch – fotografía

## Posiconamiento en listas
| Listas (2017)                           | Mejor posición |
| --------------------------------------- | -------------- |
| Austria (Ö3 Austria)                    | 47             |
| Bélgica (Ultratop valona)               | 140            |
| Canadá (Billboard Canadian Albums)      | 32             |
| Francia (SNEP)                          | 154            |
| Alemania (Media Control Charts)         | 64             |
| New Zealand Heatseeker Albums (RMNZ)    | 6              |
| Suiza (Schweizer Hitparade)             | 30             |
| Estados Unidos (Billboard 200)          | 32             |
| Estados Unidos (Top Alternative Albums) | 3              |
| Estados Unidos (Top Rock Albums)        | 3              |